# Hugo Rodrigues da Cunha
Hugo Rodrigues da Cunha (5 de julho de 1927 – Uberaba, 3 de julho de 2016) foi prefeito de Uberaba por dois mandatos, de 1973 a 1977 pela ARENA e de 1989 a 1992, pelo antigo PFL. com homonimo de um primo que foi prefeito  em Sacramento/MG, município vizinho de Uberaba por dois mandatos na década de 1960 e início da década de 1970. Após seu último mandato como prefeito de Uberaba, elege seu sucessor, Luiz Guaritá Neto. Exerceu também o cargo de deputado federal de 1994 a 1998. 